# Mosteiro de Samtavro

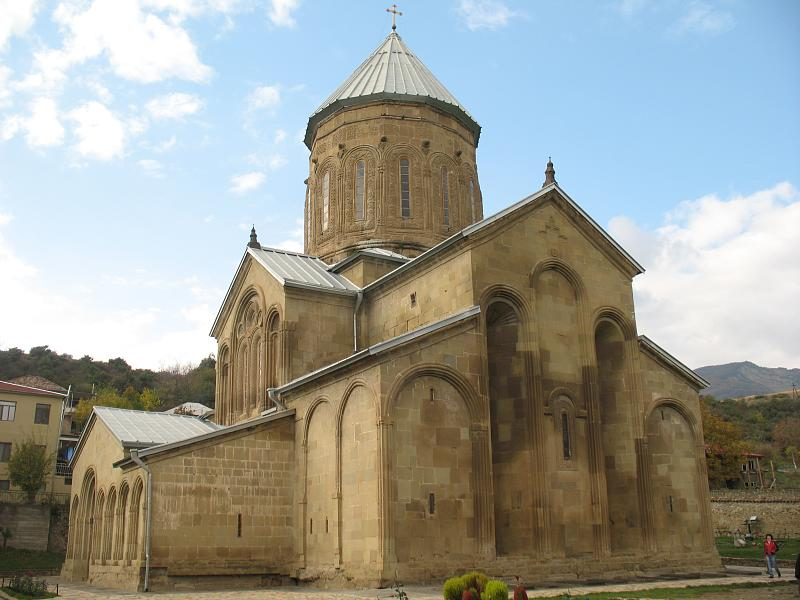
Igreja Samtavro

O Mosteiro de Samtavro (em georgiano მონასტერი, literalmente "o lugar do governador") é um complexo arquitetônico ortodoxo localizado em Misqueta, na Geórgia. Dentro do mosteiro há uma igreja dedicada à Transfiguração e um convento de Santa Nino. Em 1994, foi incluído na Lista do Património Mundial da UNESCO, juntamente com outros monumentos históricos da região. 

## História
A igreja foi construída no local onde se diz que a Santa Nino parou para se reunir em oração. A estrutura original da igreja, ao lado de uma pequena capela chamada Makvlovani ("o milagroso espinheiro") foi construída no século IV pelo rei Meribanes III da Ibéria e sua esposa Nana, ambos batizados e que fez do cristianismo uma religião oficial do Estado. Através dos séculos, a igreja foi danificada várias vezes. Por volta de 1130, o rei Jorge I e o católico Melquisedeque I decidiram reconstruí-lo. 
De acordo com os desejos do rei Mirian III e sua esposa Nana, eles foram enterrados na igreja. Sob o altar, um dos treze padres assírios, São Abibos de Nocress, é enterrado. Sob o altar, um dos treze padres assírios, São Abibos de Nocress, é enterrado. Uma iconóstase de pedra do século XIV ao XV também é preservada. A capela do arcanjo Miguel se destaca e no lado norte, as capelas de São João Batista e São João Crisóstomo.
Na década de 1990, com a bênção do católico Elias II, o famoso monge arquimandrita Gabriel Urgebadze instalou-se na chamada "Torre do Rei Mirian". Após sua morte em 1995, o monge Gabriel foi enterrado no pátio do mosteiro. Em 2012, foi canonizado pela Igreja Ortodoxa da Geórgia. O lugar recebe sempre peregrinos e devotos do santo.

### Galeria do Mosteiro de Samtavro

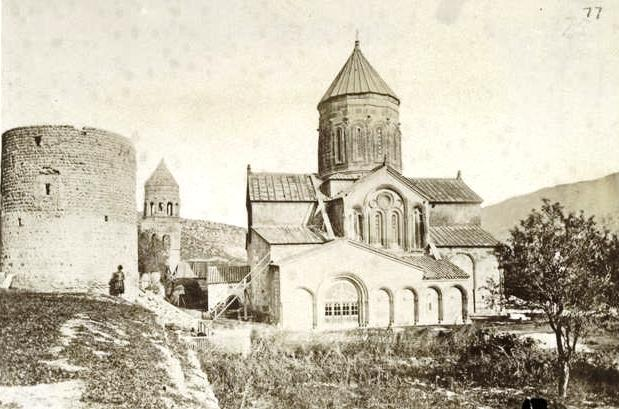
Monastério de Samtavro em uma fotografia do final do século XIX.
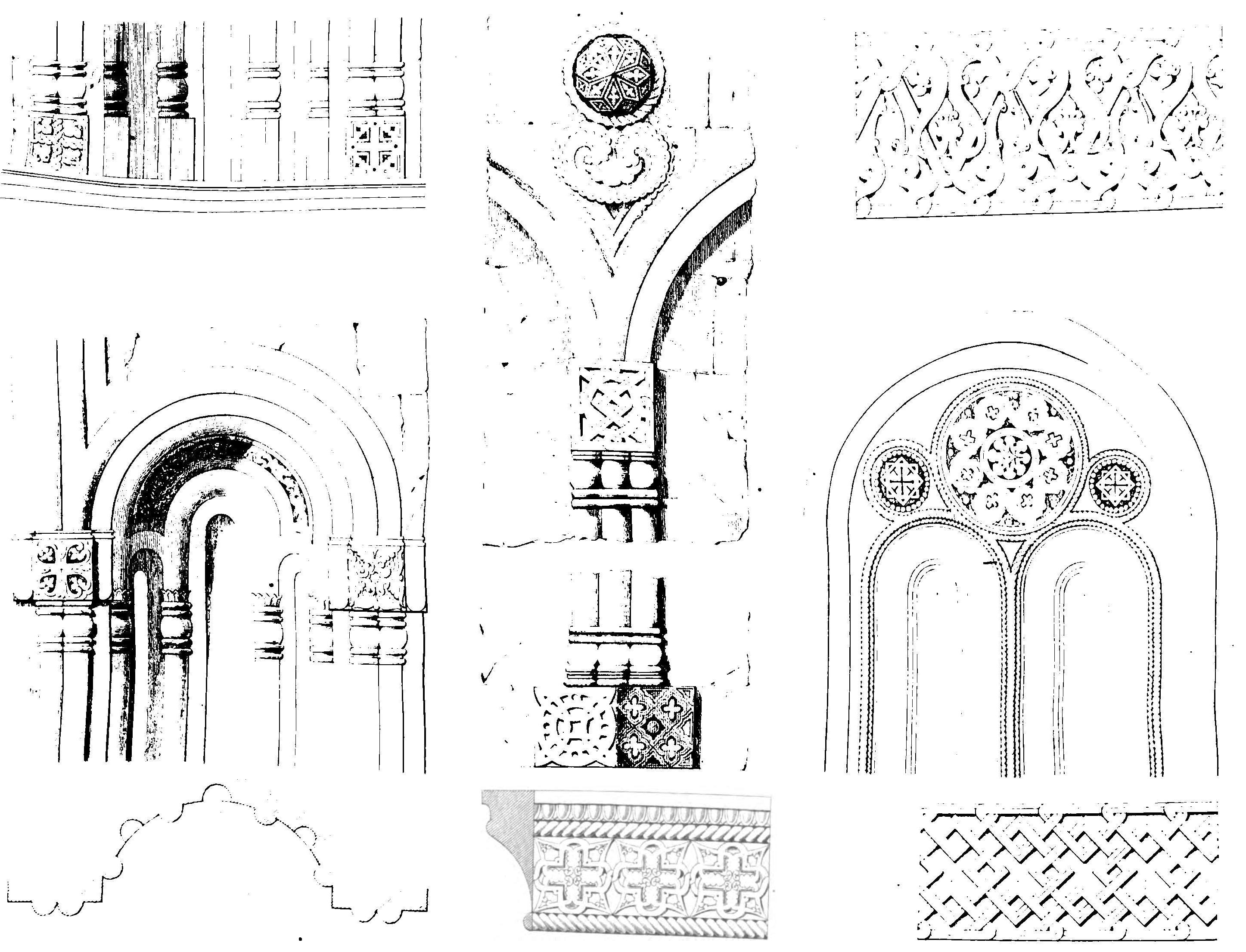
Mosteiro de Samtavro em uma ilustração de monumentos d'architecture em gorgie et en arménie, 1864.
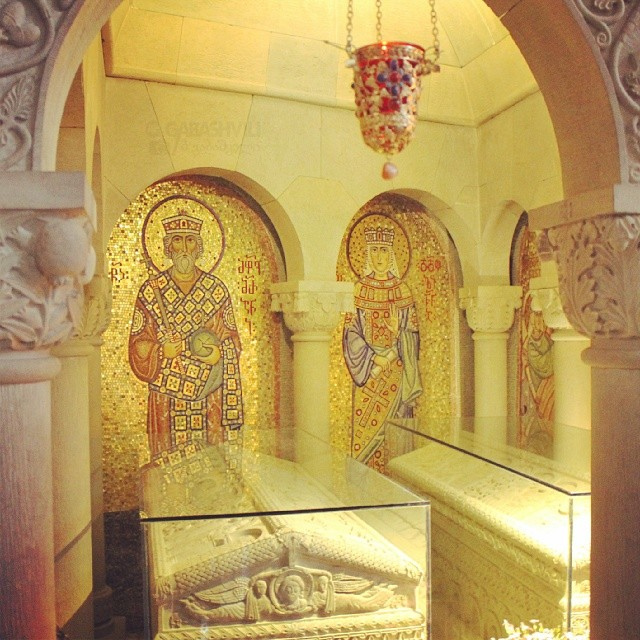
Tumbas do rei Mirian III e sua esposa Nana.
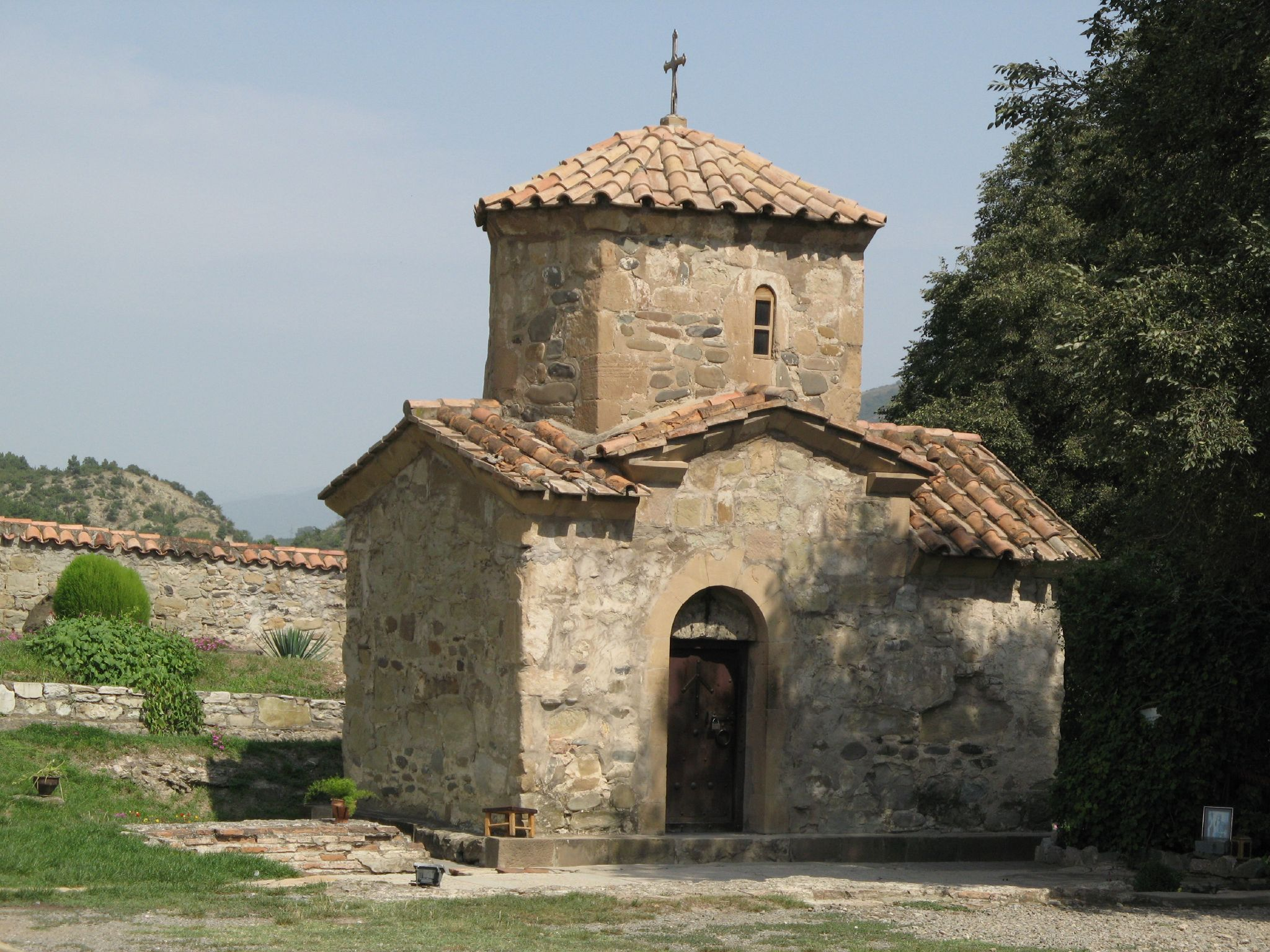
Capela de Santa Nino (Makvlovani), do século IV.